# Plecia neglecta
Plecia neglecta är en tvåvingeart som beskrevs av Hardy 1953. Plecia neglecta ingår i släktet Plecia och familjen hårmyggor. Inga underarter finns listade i Catalogue of Life.